# Joannesia princeps
Indaguaçu (Joannesia princeps) é uma árvore endêmica do Brasil.

## Características
- Com base nas informações do Instituto de Pesquisas e Estudos Florestais, a árvore Indaguaçu tem o nome científico Joannesia princeps, como nomes populares somam diversas demoninações como: boleira, andá, andá açu, andá guaçu, arapacú, arrebenta cavalo, bagona, boleiro, coco de bugre, coco de gentio, coco depurga, cotieira, cutieiro, dandss, fruta de arara, indaiaçu, indaguaçu, indaiuçu, purga de gentio, purga de paulista, purga dos paulistas, purga de cavalo.
- Árvore da família Euphorbiaceae. Está muito ameaçada.
- Altura: 20 m.
- Diâmetro: 10 m.
- Ambiente: Pleno Sol.
- Clima: Tropical úmido, Equatorial.
- Origem: Pará, Região Sudeste, Região Nordeste.
- Época de Floração: Inverno.
- Propagação: Sementes.
- Mes(es) da Propagação: Março, Abril, Maio.
- Persistência das folhas: Caduca.
- Obs: Prefere terrenos secos. A madeira é útil para a produção de celulose e canoas. O óleo das sementes é medicinal e pode substituir o óleo de linhaça. A castanha do fruto já foi muito utilizado para fabricação de sabão, o chamado sabão de boleira era muito utilizado na região sul da Bahia por moradores da zona rural, sendo fabricado e consumido por eles mesmos. Esta espécie pode ser usada para sombreamento de pastos. A floração se dá junto com o surgimento da folhagem nova
- Sendo o indivíduo mais antigo que se tem notícias, a árvore localizada no município de Lorena-SP bairro do quatinga registra mais de oitenta anos.